# Callioratis abraxas
Callioratis abraxas là một loài bướm đêm trong họ Geometridae.

## Hình ảnh

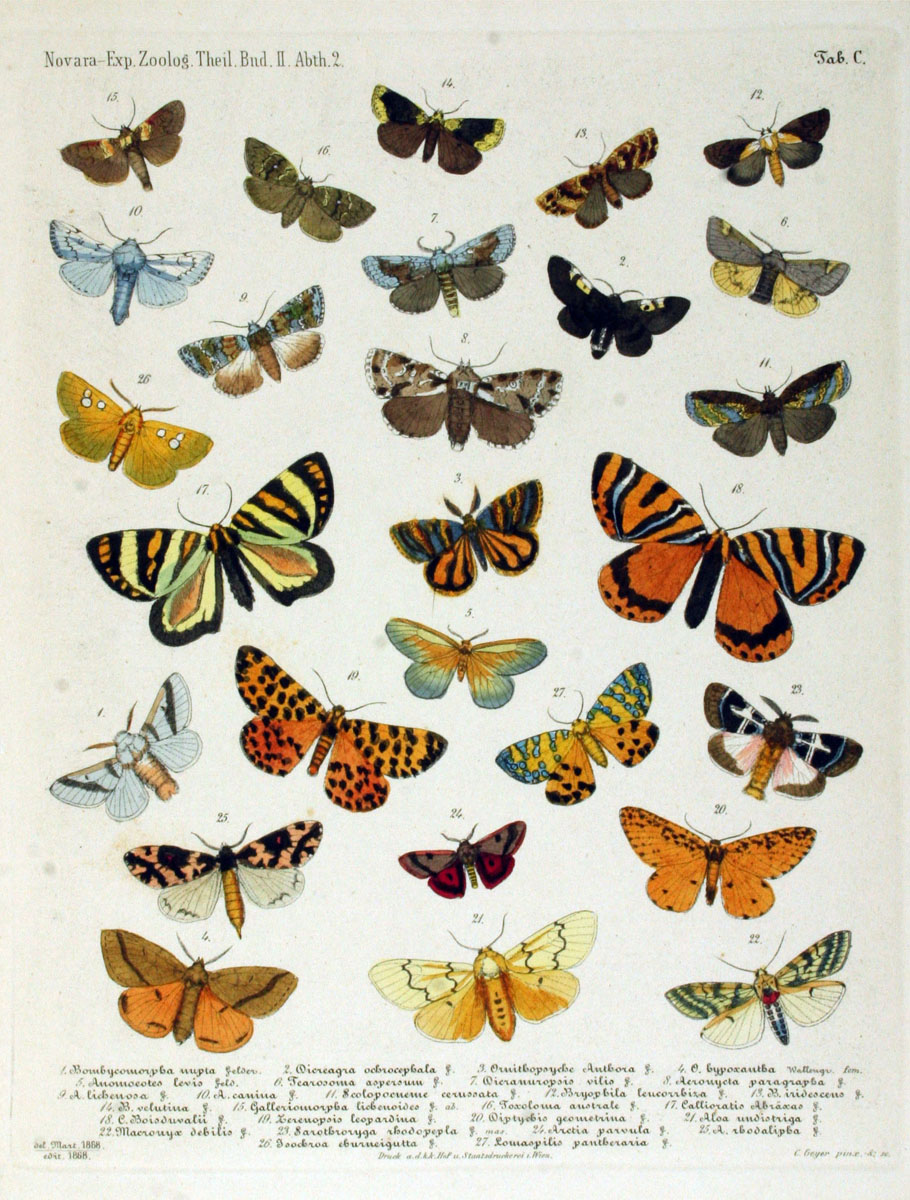